# 류민형
류민형(柳珉瀅, 1991년 9월 21일 ~ )은 대한민국의 바둑 기사이다. 프로 기사 류동완 3단의 동생이다.

## 약력
8세 때 바둑을 처음 접하고 장수영 바둑도장에서 박병규 사범의 지도를 받았다. 선린인터넷고등학교에 재학 중이던 2009년 제120회 입단대회를 통해 입단했다. 2010년 제2회 비씨카드배 본선 32강에 진출했으며, 제15기 GS칼텍스배 본선 24강에 들었다. 2011년 제7기 원익배 십단전 본선과 2012년 제9기 한국물가정보배 8강에 진출했다. 2012년 3단을 거쳐 2014년 2월에 4단으로 승단하였다. 2016년 제3회 바이링배 본선에 진출했고 5단으로 승단했다. 2021년 7단을 거쳐 2022년에 8단으로 승단했다.